# Friso Nizozemský
Friso Nizozemský (celým jménem: Johan Friso Bernhard Christiaan David Oranžsko-Nasavský, 25. září 1968, Utrecht – 12. srpna 2013, Huis ten Bosch) byl mladší bratr nizozemského krále Viléma-Alexandra. Členem nizozemské královské rodiny byl až do doby, než se oženil s Mabel Martine Wisse Smit (současná princezna Mabel Nizozemská) bez svolení Parlamentu. V té době byl podle zákonů Nizozemska vyřazen jako možný následník trůnu.
Dne 17. února 2012 prince Frisa zasypala lavina, když lyžoval v Rakousku mimo sjezdovky, navíc v době, kdy hrozilo nebezpečí lavin. Friso byl převezen do nemocnice v Innsbrucku, kam podle lékařů přijel v kritickém, ale stabilizovaném stavu. Podle jeho lékaře Wolfganga Kollera byla ale jen malá naděje, že by se plně uzdravil. Friso sice nebyl pod lavinou dlouho, ale provedené neurologické testy prokázaly, že utrpěl masivní poškození mozku z důvodu nedostatku kyslíku. Friso byl 1,5 roku v kómatu, když 12. srpna 2013 nastaly komplikace, v jejichž důsledku zemřel.

## Život

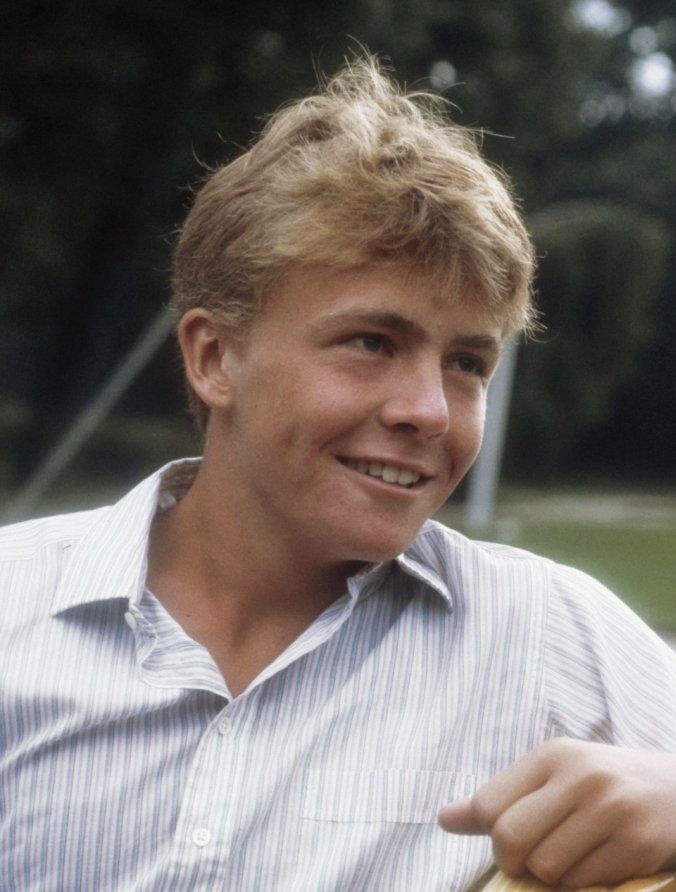
Friso v roce 1986

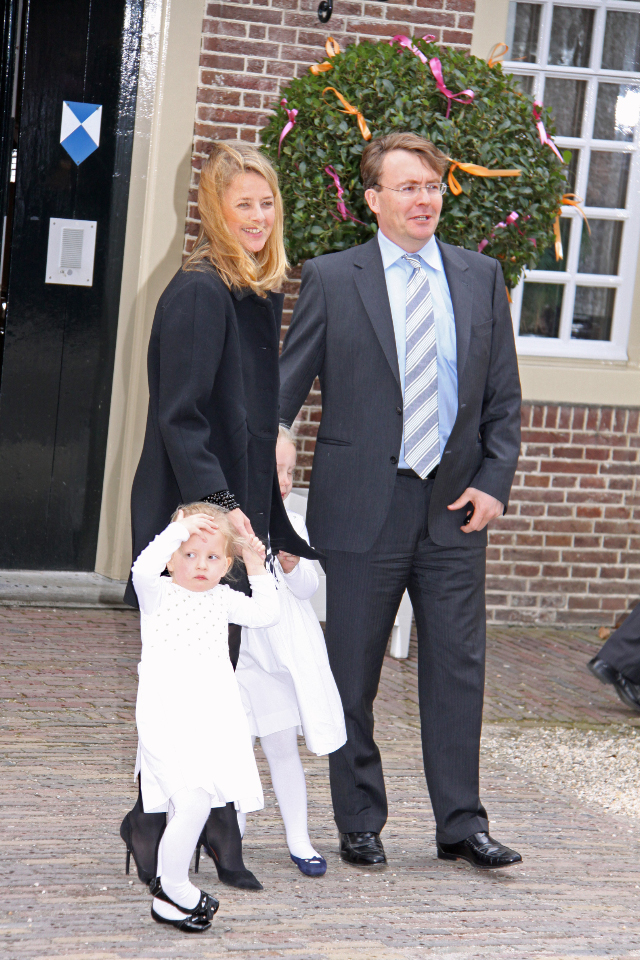
Princ Friso s manželkou Mabel a dcerami

### Mládí
Friso se narodil 25. září 1968 v Utrechtu v Nizozemsku jako druhorozený syn královny Beatrix a jejího manžela, prince Clause van Amsberga. Jeho prarodiči z matčiny strany byli královna Juliána Nizozemská a princ Bernhard van Lippe-Biesterfeld. Jeho starším bratrem je nynější král Vilém-Alexandr, naopak mladší je princ Constantijn. 
Jeho tituly při narození byly nizozemský princ, oranžsko-nasavský princ a jonkheer van Amsberg. Princ Friso byl pokřtěn 28. prosince 1968 v katedrále svatého Martina z Tours v Utrechtu. Jeho kmotry byli princ Harald Norský, Johan Christian Baron von Jenisch, Herman van Roijen, královna Juliána Nizozemská a Christina von Amsberg.
V roce 1986 absolvoval střední školu Eerste Vrijzinnig Christelijk Lyceum v Haagu. Od roku 1986 až do roku 1988 studoval inženýrství na University of California v Berkeley, kde vstoupil do Delta Kappa Epsilon klubu. Od roku 1988 do roku 1994 studoval na Delft University of Technology, kde získal titul inženýra v letecké inženýrství. Dále studoval i ekonomii.

### Práce
Princ Friso pracoval od roku 1995 do roku 1996 v Amsterdamské pobočce mezinárodního manažerského poradenství McKinsey. Od roku 1998 do roku 2003 byl také viceprezidentem Goldman Sachs International v Londýně. Od října 2006 byl i ve funkci generálního ředitele v londýnské pobočce soukromých investic a poradenství Wolfensohnem & Company.
Prince Friso byl spoluzakladatelem MRI centra v Amsterodamu a byl také zakládajícím akcionářem Wizz Air, největší nízkonákladové letecké společností ve východní Evropě.

### Manželství a děti
Dne 30. června 2003 bylo oznámeno, že se Friso bude ženit s Mabel Wisse Smit. Avšak Friso nepožádal o svolení Parlament ani svoji rodinu, čímž mu hrozilo vyloučení z rodiny a vyškrtnutí ze seznamu nástupců trůnu. V té době byl druhý v pořadí. Královská rodina příliš neměla z Mabel radost, především kvůli jejímu údajnému vztahu s Klaasem Bruinsmanem, známým holandským drogovým dealerem. I přes nesouhlas královské rodiny se nakonec Mabel a Friso dne 24. dubna 2004 v Delftu vzali.
Vzhledem k tomu, že Vilém-Alexandr má tři děti, nebyl problém vyloučit Frisa a jeho potomky z nástupnického seznamu. Friso a Mabel spolu ale i přesto zůstali a přestěhovali se do Londýna.
Tento pár měl dvě dcery:
- 1. Luana Oranžsko-Nasavská (* 26. 3. 2005 Londýn)
- 2. Zaria Oranžsko-Nasavská (* 18. 6. 2006 Londýn)